# Кизилжарська селищна адміністрація
Кизилжа́рська селищна адміністрація (каз. Қызылжар кенттік әкімдігі, рос. Кызылжарская поселковая администрация) — адміністративна одиниця у складі Жанааркинського району Улитауської області Казахстану. Адміністративний центр — селище Кизилжар.
Населення — 1439 осіб (2021; 1620 у 2009, 1530 у 1999, 1539 у 1989).
Станом на 1989 рік існувала Кизилжарська селищна рада (смт Кизилжар).